# Браун, Томас Джозеф
Томас Джозеф Браун (англ. Thomas Joseph Brown OSB , 2 мая 1796 г., Бат, Великобритания — 12 апреля 1880 г., Великобритания) — католический прелат, викарий апостольского викариата Уэльского округа, епископ Ньюпорта и Меневии, апостольский администратор Шрусбери, член монашеского ордена бенедиктинцев.

## Биография
Томас Джозеф Браун родился 2 мая 1796 года в городе Бат, Великобритания. После получения школьного образования Томас Джозеф Браун вступил в монашеский орден бенедиктинцев. 12 марта 1823 года был рукоположён в священника.
В 1840 году после реогранизации церковных структур в Англии и Уэльсе был образован апостольский викариат Уэльского округа. 5 июня 1840 года Римский папа Григорий XVI назначил Томаса Джозефа Брауна титулярным епископом Аполлонии Иллирийской и 3 июля 1840 года — викарием апостольского викариата Уэльского округа. 28 октября 1840 года Томас Джозеф Браун был рукоположён в епископа.
29 сентября 1850 года Томас Джозеф Браун был назначен ординарием новой епархии Ньюпорта и Меневии. В этот же день был назначен апостольским администратором епархии Шрусбери, должность которого исполнял до 27 июня 1851 года, когда епископом Шрусбери был назначен Джеймс Браун.
Умер 12 апреля 1880 года.